# Point adhérent
En mathématiques et plus précisément en topologie, un point adhérent à une partie A d'un espace topologique E est un élément de l'adhérence de A, c'est-à-dire un point x de E tel que tout voisinage de x rencontre A (i.e. est non disjoint de A) ou encore : tout ouvert contenant x rencontre A. Tous les points de A sont adhérents à A ; d'autres points de E peuvent aussi, selon le cas, être adhérents à A.
La notion de point adhérent à un ensemble A n'est pas intrinsèque, en ce sens qu'elle dépend de l'espace topologique dont A est vu comme sous-ensemble.
Un point de E est non adhérent à A si et seulement s'il est intérieur à E \ A. Un tel point est dit extérieur à A.

## Exemples
- Dans ℝ, 1 est adhérent à l'intervalle ]0, 1[.
- Plus généralement, dans ℝ, les bornes supérieure et inférieure d'un ensemble borné non vide sont adhérentes à cet ensemble.
- La limite d'une suite ou d'une fonction est adhérente à l'ensemble des valeurs prises par cette fonction.

## Propriétés
- Tout élément de A est adhérent à A.
- Si la topologie de E est discrète, seuls les points de A sont adhérents à A.
- Si la topologie de E est grossière et si A est non vide, tout point de E est adhérent à A.

## Point limite, point isolé, partie discrète
On dit qu'un point x de E est un point limite de A si tout voisinage de x contient au moins un élément de A autre que x. Autrement dit, x est un point limite de A si x est adhérent à A \ {x}.
Selon les auteurs (cf. section suivante), l'ensemble dérivé de A, noté A' , désigne :
- soit l'ensemble des points limites de A ;
- soit l'ensemble des points d'accumulation de A ;
- soit les deux lorsqu'ils sont identiques.

Un point de l'adhérence A qui n'est pas dans A est automatiquement un point limite de A, donc :
{\displaystyle {\bar {A}}=A\cup A'}
et A est fermé si et seulement s'il contient tous ses points limites.
Dans un espace T1, A' est fermé :
{\displaystyle (A')'\subset A'.}
Un point de A qui n'est pas un point limite de A est appelé point isolé de A.
Une partie dont tous les points sont isolés est appelée partie discrète. En effet, la topologie induite sur A par la topologie de E est discrète si et seulement si tout point de A est isolé.

## Point d'accumulation
Comme indiqué dans le glossaire de topologie, il n'y a pas de consensus dans le monde francophone sur la différence entre « point limite » et « point d'accumulation ». Il y a actuellement deux écoles.
Pour la première école, représentée par Choquet, Schwartz et Willard et adoptée dans l'article détaillé, les expressions « point d'accumulation » et « point limite » sont synonymes. Si A est une partie d'un espace topologique, un point d'accumulation ou point limite de A est un point x dont tout voisinage contient un point de A distinct de x. Autrement dit, un point x est un point d'accumulation de A si et seulement s'il est adhérent à A \ {x}.
Pour la deuxième école, représentée par Steen et Seebach et adoptée dans cet article, « point d'accumulation » désigne une propriété plus forte que « point limite ». On dit qu'un point x de E est un point d'accumulation de A si tout voisinage de x contient une infinité de points de A. Tout point d'accumulation de A dans E est donc un point limite de A, mais la réciproque n'est vraie que si E est un espace T1 ou a fortiori s'il est séparé (espace T2), en particulier s'il est métrisable. Mais dans un espace topologique quelconque, A peut avoir des points limites qui ne sont pas des points d'accumulation. Par exemple, si E est un ensemble fini non vide muni de la topologie grossière et si A est une partie stricte non vide de E, tout point de E \ A est point limite de A mais A ne possède pas de point d'accumulation dans E.

## Caractérisation séquentielle
Si un point x de E est limite d'une suite d'éléments de A alors x est adhérent à A. La réciproque est vraie si E est métrisable (ou plus généralement si x admet un système fondamental de voisinages dénombrable). Dans un tel espace on a donc de même : x est point limite de A si et seulement s'il est limite d'une suite d'éléments de A distincts de x.
De plus, dans un espace T1, rappelons que « point limite » est synonyme de « point d'accumulation » et remarquons que par ailleurs, un point est limite d'une suite d'éléments de A distincts de lui-même si et seulement s'il est limite d'une suite injective d'éléments de A. Dans un espace métrique on a donc : un point de E est point d'accumulation de A si et seulement s'il est limite d'une suite injective d'éléments de A.
Dans des espaces plus généraux, les suites ne fonctionnent plus ; il est préférable d'utiliser alors les filtres ou les suites généralisées.